# Prococcus acutissimus
Prococcus acutissimus är en insektsart som först beskrevs av Green 1896.  Prococcus acutissimus ingår i släktet Prococcus och familjen skålsköldlöss. Inga underarter finns listade i Catalogue of Life.